# Auffrique-et-Nogent
Pour les articles homonymes, voir Nogent.
Auffrique-et-Nogent est une ancienne commune française, située dans le département de l'Aisne en région Hauts-de-France. Elle a existé de 1791 à 1921.

## Géographie
La commune avait une superficie de 11,25 km2.

## Toponymie
Auffrique est attesté sous les formes Auffricque (1477) ; Affricque (1536) ; Offricque (1685) ; Auffriques (1710).
Nogent, ancien hameau de la commune, est attesté sous les formes Noviandum (1059) ; Noviantus (1086) ; Sancta-Maria-Noviandi (1100) ; Novigentum (1100) ; Nogentense monasterium (1102) ; Noviannus (1132) ; Sancta-Maria-de-Nogento (1133) ; Ecclesia Sancte-Marie-de-Nogento (1158) ; Noyant (1160) ; Noviant-sub-Couci (1161) ; Nojant-sub-Cociaco (1165) ; Nongentum (1173) ; Altare de Nogento-Villa (1174) ; Nogentum (1190) ; Nogentum-subtus-Couciacum (1239) ; Beata-Maria-de-Nongento (1251) ; Nongent-desus-Couci (1261) ; Nongent-desous-Coucy (1290) ; Nostre-Dame-de-Nongant (1291) ; Nongant (1327) ; Nongent, Nostre-Dame-de-Nongent-les-Coucy (1360) ; Notre-Dame-dales-Coulomnier (1364) ; Nogant (1411) ; Nongent-soubz-Coucy (1475) ; Nogent-soubz-Coucy (1577) ; Paroisse-Saint-Giles-de-Nogent (1721) ; Nogeant (1745)

## Histoire
Au début de la Révolution française, Auffrique et Nogent-sous-Coucy formaient deux communes distinctes. La commune d'Auffrique-et-Nogent a été créée par la fusion des communes d'Auffrique et de Nogent par arrêté du directoire du département le 23 juillet 1791. En 1921, elle est supprimée et son territoire est alors rattaché à la commune de Coucy-le-Château, qui était enclavé par le territoire de l'ancienne commune. Le rattachement d'Auffrique-et-Nogent entraine le changement de nom de la commune absorbante Coucy-le-Château qui devient Coucy-le-Château-Auffrique. Ce rattachement entraine aussi un changement du nom du canton qui devient le canton de Coucy-le-Château-Auffrique.

### Auffrique
Le village était bâti au pied de la ville de Coucy. Sa population, sans Nogent ni Aumencourt, en 1766, était de 18 feux ; avec Nogent et Aumencourt, en 1800, de 338 habitants
Il comptait plusieurs écarts : La Feuillée, Estrelle-sous-Coucy, la Croix-Romain, le Clos-du-Roi, Gommeron, Carrière du Point-du-Jour, la Frique, la Commune, Aumencourt, Pont-à-Couleuvre, Bains-des-Dames (fermes), le Valserin, la Goule-Noire, Moyembrie. Le duc d'Orléans fut seigneur d'Auffrique au XVIIIe siècle. 

### Estrelles
Hameau qui dépendait d'Auffrique et dépendait autrefois de Coucy. En 1816, il compte 9 feux. Il y avait jadis dans ce hameau trois fiefs nommés Neufossés, Gommeron et Louvain .

### Nogent-sous-Coucy
Nogent-sous-Coucy (Nogentus subtus Cociacum en 1239) formait autrefois sous le vocable de Saint-Gilles une paroisse séparée où l'on comptait 12 feux en 1816.
 Les habitants de Nogent furent, dit-on, dispersés par les Espagnols en 1653.
 Nogent-sous-Coucy parait devoir sa naissance à une abbaye de moines bénédictins qui y fut fondée en 1059 par Albéric, seigneur de Coucy, l'Abbaye de Nogent-sous-Coucy.
Guibert de Nogent, le célèbre historien de la commune de Laon, en fut abbé au commencement du XIIe siècle.
Cette maison religieuse a, de plus, donné deux dignitaires à l’église : Geoffroy d'Amiens, abbé dudit Nogent, nommé évêque d'Amiens en 1104. Il fit élever près de l'abbaye, durant son abbatia, un hôpital pour recevoir les pèlerins et les voyageurs malades, les nourrir, les rhabiller et les traiter.
Le second dignitaire sorti de l’abbaye de Nogent fut Pierre Claudi ou le boiteux, élu abbé de l'Abbaye Saint-Remi de Reims, en 1212.
Au moment de la révolution on comptait à Nogent cinq religieux dont les revenus étaient d'environ 20 000 livres. Ce hameau avait aussi jadis une léproserie dont les revenus s'élevaient à 80 livres en 1518.

## Administration
Jusqu'à sa suppression en 1923, la commune faisait partie du canton de Coucy-le-Château dans le département de l'Aisne. Elle appartenait aussi à l'arrondissement de Laon depuis 1801 et au district de Chauny entre 1790 et 1795.
| Période                                  | Période    | Identité | Étiquette | Qualité |
| ---------------------------------------- | ---------- | -------- | --------- | ------- |
|                                          |            |          |           |         |
| avant 1877                               | après 1879 | Carette  |           |         |
| Les données manquantes sont à compléter. |            |          |           |         |

## Démographie
Jusqu'en 1921, la démographie d'Auffrique-et-Nogent était:
| 1793 | 1800 | 1806 | 1821 | 1831 | 1836 | 1841 | 1846 | 1851 |
| ---- | ---- | ---- | ---- | ---- | ---- | ---- | ---- | ---- |
| 279  | 338  | 366  | 338  | 403  | 422  | 436  | 392  | 432  |

| 1856 | 1861 | 1866 | 1872 | 1876 | 1881 | 1886 | 1891 | 1896 |
| ---- | ---- | ---- | ---- | ---- | ---- | ---- | ---- | ---- |
| 453  | 448  | 470  | 475  | 476  | 423  | 459  | 447  | 431  |

| 1901 | 1906 | 1911 | 1921 | - | - | - | - | - |
| ---- | ---- | ---- | ---- | - | - | - | - | - |
| 407  | 428  | 423  | 457  | - | - | - | - | - |